# Melanotinae
Melanotinae (лат.) — подсемейство жуков из семейства жуков-щелкунов. Иногда рассматривается в качестве трибы в составе подсемейства Elaterinae.

## Описание
Мелкие и среднего размера жуки. Голова имаго овальная, лоб ребристый (над и между антеннами); простернум обычно дугообразный спереди; щиток различной формы, но никогда не сердцевидный, может быть слегка вырезан спереди; тазики средней пары ног открыты у мезепимерона, но прикрыты у мезепистерна; мезостернум и метастернум отчетливые, соединены отчётливым швом; лапки простые, без подушечек; когти заметно гребенчатые и без базальных щетинок. Личинки (проволочники): галеа состоит из 2 сегментов, постментум субпрямоугольный; латеротергит не полностью отделен от медиотергита; дыхальца, как правило, хорошо развиты, встроены в медиотергит.

## Систематика
Статус подсемейства некоторые авторы снижают до трибы в составе подсемейства Elaterinae.
- Melanotus Schwarz, 1892 (около 400 видов)[3]
- Ludioschema Reitter, 1891
- Priopus
- Spheniscosomus